# Zuav

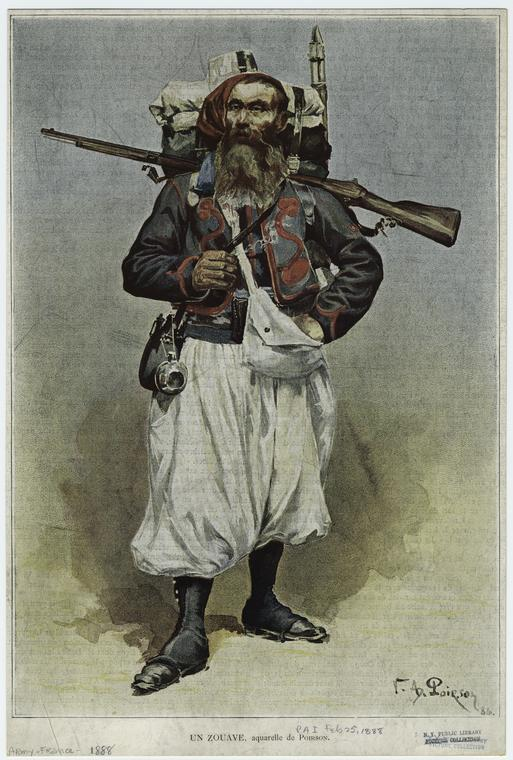
Infanterist zuav (1888).

- Zouave sau zuav era numele dat unor anumite regimente de infanterie franceză, ca și unor unități ale altor state, care copiau uniforma și echipamentul militar al zuavilor francezi. Unitățile de zuavi erau localizate în special în Algeria, iar uniforma zuavilor imita portul arab.

- Soldat algerian dintr-un corp indigen de infanterie ușoară. [Pr.: zu-av] - Din fr. zouave. (DEX'98)